# Mulungu (Paraíba)
Mulungu is een gemeente in de Braziliaanse deelstaat Paraíba. De gemeente telt 9.629 inwoners (schatting 2009).